# عالي الناس
عالي الناس هي عبارة عن منطقة تتنوع فيها التضاريس والمناخ من جبال وهضاب ووديان وغابات وصحاري وسهوب اعلاها جبل عالي الناس تضم مجموعة من البلديات هي خيران وجلال وجزء من الولجة وشمال وشرق خنقة سيدي ناجي فالمنطقة الجنوبية منه تمتاز بالحرارة الشديدة صيفا وشماله يمتاز بالبرودة شتاء وهو رابع أعلى قمة بعد جبل شيليا وجبال المحمل وإشمول بالأوراس. هده التضاريس جعلت سكانه مند القدم يتنقلون بين سوافله شتاء إلى اعاليه صيفا تبعا لحرارة الجو وبرودته اضافتا لتنوع غطائه النباتي خاصة ان سكانه يعتمدون علي تربية الاغنام والنحل. تسكنه مجموعة كبيرة من القبائل البربرية منها أولاد تيفورغ العشاش بني عمران بني خيران.
عالي الناس
عالي الناس منطقة تضم الكثير من الجبال والمداشر والبلديات تقع في الأطلس الصحراوي بين ولايتي خنشلة وبسكرة واعلي قمة بالمنطقة هو الجبل المسمى بجبل عالي الناس ارتفاعه يبلغ حوالي 1800 متر يضم منطقة توسيلت ومداشرها هي تيبرانيين. زكلال.عفرة. تاظونت. تابدالت.القلعة.عين خليفة. عين فرحات.بلغزلان. بوراوي.اولحاج..عين ماصي. وكذلك منطقة تيزيينت واوبديس وتاممايت وجلال الأعلى وجلال الأسفل والصفاء الأبيض ومنطقة تاوونت وبويعقوب الظهري والصرا ومنطقة المملوح والسوافل بمداشر عيكوس بوسليمان والرميلة والقراررة وجميع هده المداشر والقرى التباعدة تابعة لبلدية جلال ويضم عالي الناس كذلك خيران ومداشرها أهمها خيران شبلة تبعليين هلة وقلوع التراب وتيمدقيت وكدلك بلدية الولجة ومداشرها من البراج إلى الولجة إلى تبويحمت إلى المنطقة الشمالية لخنقة سيدي ناجي الدخلة والجر والقرارة والجناح الا خصر أي ان حدود منطقة عالي الناس تمتد على طول وادي العرب من المنطقة الغربية ومن المنطقة اشرقية دوار المقادة وانمامشة إلى دوار تبردقة.

## من أهم معالمه الأثرية
اثر رومانية باورثو..القلعة..الملاعب..بتوسيلت.
اثار تيبعليين الولجة شبلة..خيران..
اثار بوسليمان وهي مدينة مدفونة تحت الأرض إلى اليوم..
اثار خط الليمس بجنوبه القرارة والمملوح.

## أهم معارك ثورة التحرير
تسمى منطقة عالي الناس ابان ثورة التحرير بالمناطق المحررة من الاستعمار لما تميزت به من صعوبة للتضاريس ومقاومة سكانها للاستعمار وقد قال فيها شاعر الثورة ابياتا سنوردها في وقتها.واهم امعارك هي..
معركة اولحاج
معركة بوليلة الأولى.
معركة بوليلة الثانية..
معركة المالح بين شبلة والولجة..
معركة عيشت..
معركة اوغلالازن..
معركة العريش..
معركة بورفيق